# Estádio Wolmar Salton
O Estádio Wolmar Salton, também conhecido como Be8 Arena por naming rights, é um estádio de futebol brasileiro situado em Passo Fundo, no estado do Rio Grande do Sul. Pertence ao clube de futebol Sport Clube Gaúcho. Também é utilizado nos jogos do Campeonato Municipal Amador de Futebol, promovido pela prefeitura do município.

## História
Um acidente com um garoto ocorrido nas piscinas do Gaúcho em 1996 foi o começo do fim do antigo Estádio Wolmar Salton. Como tentativa de sanar a dívida com a família do menino que moveu um processo contra o clube, o estádio foi a leilão em junho de 2007, avaliado em R$ 1,7 milhão, mas acabou arrematado por R$ 1,1 milhão em créditos pela própria família. Posteriormente, o Tribunal de Justiça do Rio Grande do Sul anulou o leilão.
Recomeçava então, uma tentativa de acordo judicial com o garoto e de pagamento de quase 200 ações trabalhistas contra o clube, totalizando aproximadamente R$ 3 milhões. Em 15 de junho de 2012, a Vara de Família da Comarca de Passo Fundo autorizava a venda do Estádio Wolmar Salton. A homologação da compra e venda seria feita pela Justiça e com um detalhe: cada um dos credores receberia um máximo de 30% do valor devido.
No dia 28 de novembro de 2012, o Hospital São Vicente de Paulo comprava a área do Estádio Wolmar Salton por R$ 8,6 milhões. O anúncio ocorreu no Ministério Público Estadual e o pagamento seguiu um cronograma estabelecido pela Justiça: impostos federais atrasados, depósito para o garoto (já com 26 anos) e ações trabalhistas. O valor que sobrasse seria investido na construção do novo estádio.

## Começa a surgir o novo estádio

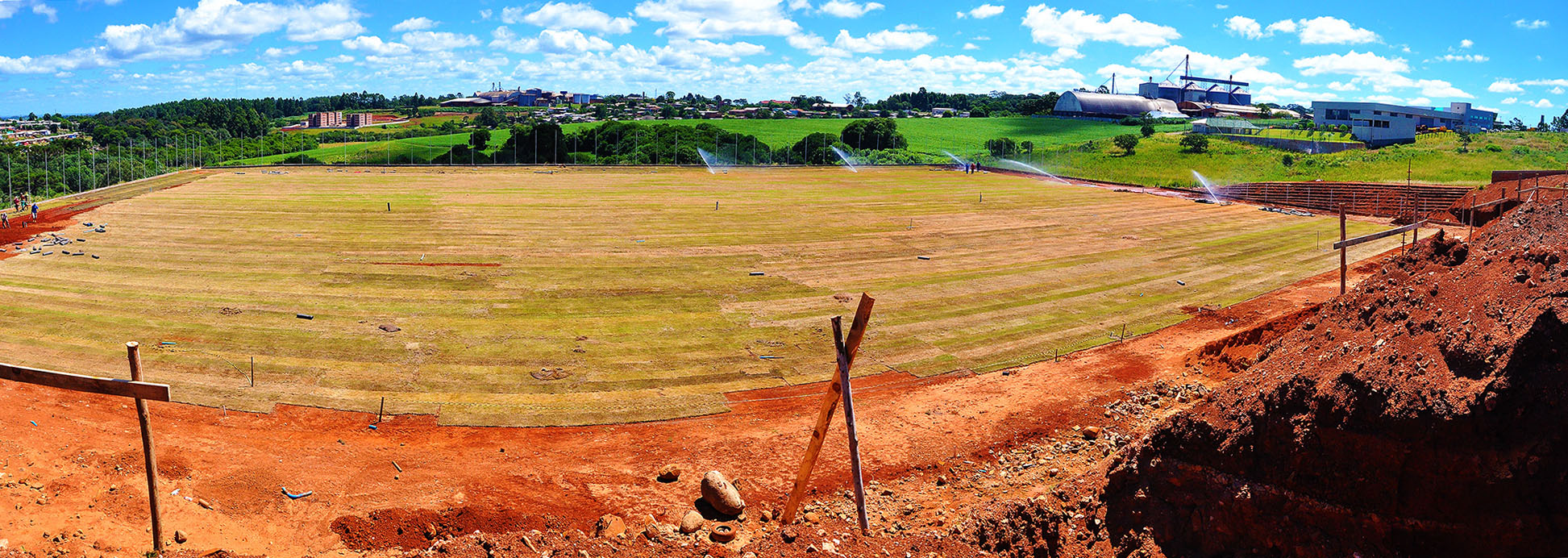
Plantio da grama do novo Estádio Wolmar Salton, ainda com a construção das arquibancadas inacabada

Uma audiência pública no dia 4 de dezembro de 2012 na Câmara de Vereadores de Passo Fundo aprovou a concessão de uma área com 37.150 m² para o Gaúcho construir seu novo estádio, com o nome provisório de “Arena Ninho do Periquito”. O espaço, desapropriado pela prefeitura em 1996, ficava atrás do Ginásio Teixeirinha, com entrada pela Perimetral Sul (ERS-324). A concessão de uso seria por 30 anos e obteve apoio unânime.
No dia 27 de dezembro de 2012, o prefeito Airton Dipp assinava a concessão de uso da área. A direção do Gaúcho planejara o início da construção para março de 2013, anunciando ainda o reaproveitamento das cerca de mil cadeiras das sociais e também das traves do antigo Estádio Wolmar Salton. Atendendo a um pedido de Dipp, anunciou-se que o estádio manteria seu antigo nome.
Em julho, o novo prefeito, Luciano Azevedo, anunciou uma ajuda na construção, com o empréstimo de máquinas da prefeitura para a terraplenagem em horários alternativos, para que não prejudicasse os serviços públicos. Para agilizar o rebaixamento do terreno em oito metros, também foram contratadas duas empresas. Finalmente, no dia 13 de dezembro de 2013, era lançada a pedra fundamental do novo estádio, com a presença de autoridades, atuais e antigos dirigentes, ex-jogadores e torcedores. O presidente Gilmar Rosso aproveitou a cerimônia para anunciar o início da nova etapa das obras, a concretagem das arquibancadas.
Em fevereiro de 2015, começava o plantio da grama. Já em março, foi a vez de noticiar a venda dos “naming rigths” do estádio, que, por três anos, seria chamado de BSBios Arena, uma vez que os direitos foram vendidos para a empresa BSBios, uma das maiores indústrias fabricantes de biodiesel do Brasil. Embora a inauguração tenha sido marcada para o dia 12 de abril de 2015, o alviverde precisou continuar atuando no Vermelhão da Serra, casa do rival Esporte Clube Passo Fundo, onde jogaria até o final de julho. Um dos motivos foi a dificuldade de fornecimento de concreto para concluir as obras.
Enquanto o advogado Dárcio Vieira Marques comprava o primeiro camarote do novo estádio, o Grêmio confirmava a doação de mil cadeiras do seu antigo Estádio Olímpico.

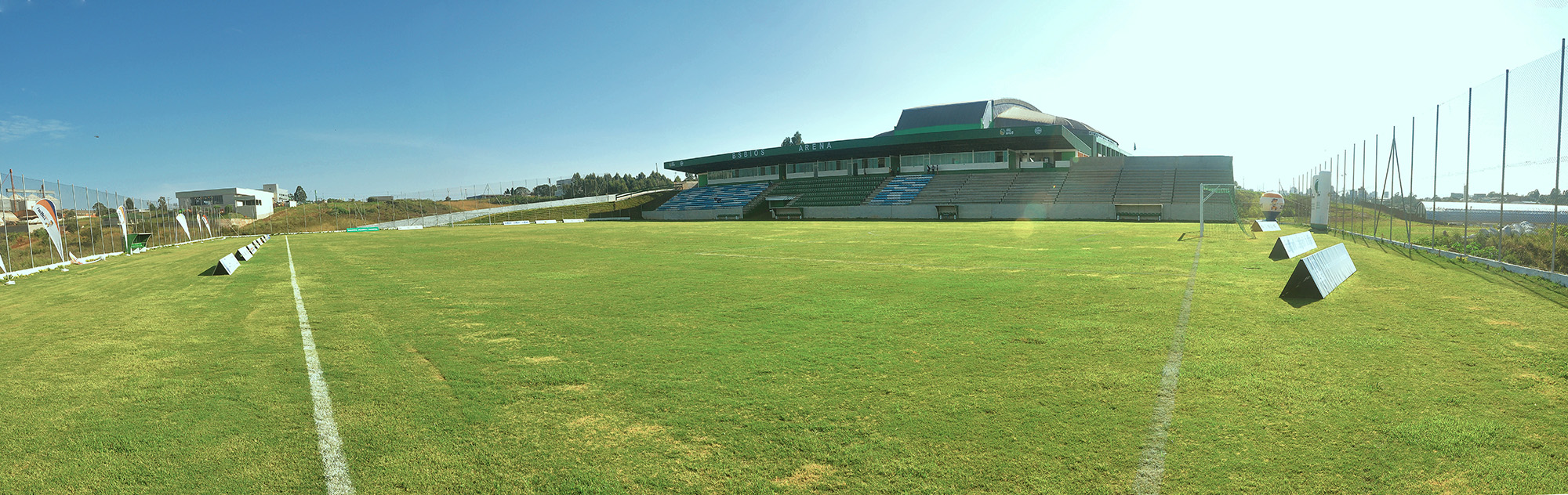
Panorama do novo Estádio Wolmar Salton a partir de um dos escanteios

## O jogo inaugural

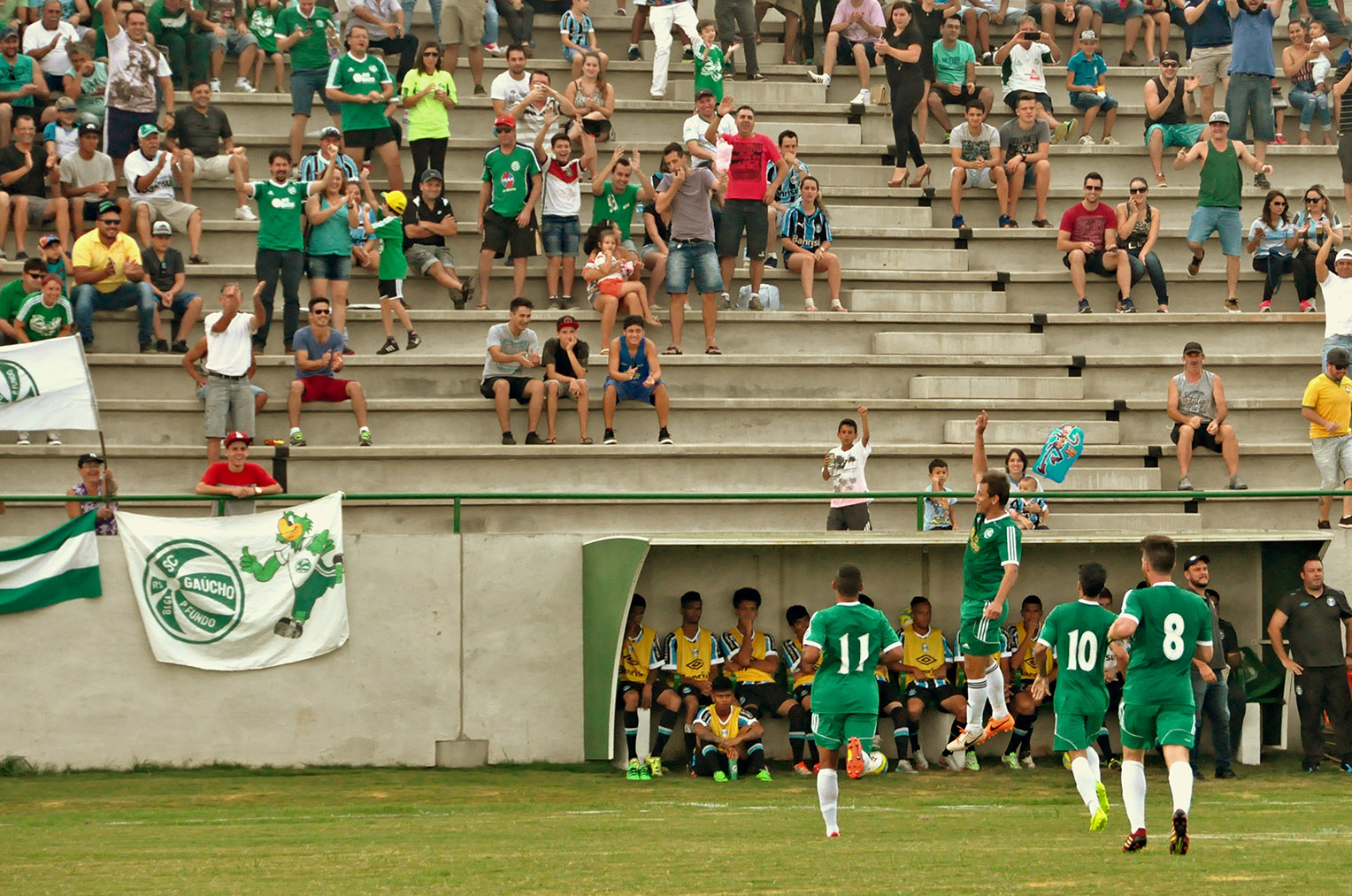
O meia Jhonny comemora o primeiro gol do novo estádio no amistoso contra a equipe sub-20 do Grêmio

Finalmente, no dia 3 de abril de 2016, 842 dias depois do lançamento da pedra fundamental, o novo Estádio Wolmar Salton abria seus portões. O Gaúcho, disputando o Campeonato Gaúcho da Segunda Divisão com jogadores até 23 anos, recebia o Grêmio, representado pela equipe sub-20.
O amistoso começou com pressão do Gaúcho em busca do primeiro gol do novo estádio. E ele veio aos 24 minutos, com o meia Jhonny. O Grêmio empataria e viraria o placar no segundo tempo, mas Diógenes, Fischer e Diogo garantiriam o 4 a 2 e a vitória do time do treinador Ricardo Attolini no jogo inaugural do estádio.
| 3 de abril de 2016 | Gaúcho                                              | 4 – 2   | Grêmio Sub-20           | BSBios Arena, Passo Fundo |
| 16:00              | Jhonny 24' · Diógenes 72' · Fischer 76' · Diogo 83' | Notícia | Jean 56' · Cassiano 65' | Árbitro: RS Marcos Sacon  |

## Primeiro jogo oficial e a primeira decisão de título
O primeiro jogo oficial seria em maio, vitória por 2 a 1 sobre o Atlético de Carazinho. Em 2016, o Gaúcho faria uma ótima campanha em casa, perdendo apenas um jogo em seus domínios até a decisão do campeonato contra o Guarany de Bagé. E aí veio a primeira frustração.
Em um estádio superlotado, o alviverde precisava de uma vitória simples para ficar com o título e com a única vaga para a Divisão de Acesso do Campeonato Gaúcho em 2017. E tudo parecia que daria certo depois que o goleador Fischer abriu o marcador de pênalti no primeiro tempo. Mas, na segunda etapa, Bruno Barbosa e Welder viraram o marcador para o Guarany e o Gaúcho via escapar, em casa, a vaga e o título.

## Estatísticas

### Números por temporada
| Temporadas | Campeonato Gaúcho | Campeonato Gaúcho | Campeonato Gaúcho | Campeonato Gaúcho | Campeonato Gaúcho | Amistoso | Amistoso | Amistoso | Amistoso | Amistoso | Total | Total | Total | Total | Aproveitamento |
| Temporadas | Div.              | J                 | V                 | E                 | D                 | Comp     | J        | V        | E        | D        | J     | V     | E     | D     | %              |
| ---------- | ----------------- | ----------------- | ----------------- | ----------------- | ----------------- | -------- | -------- | -------- | -------- | -------- | ----- | ----- | ----- | ----- | -------------- |
| 2016       | 3D                | 9                 | 6                 | 1                 | 2                 | AMI      | 3        | 2        | 0        | 1        | 12    | 8     | 1     | 3     | 69,44          |
| 2017       | 3D                | 12                | 5                 | 5                 | 2                 | AMI      | –        | –        | –        | –        | 12    | 5     | 5     | 2     | 55,55          |
| Total      | 3D                | 21                | 11                | 6                 | 4                 | AMI      | 3        | 2        | 0        | 1        | 24    | 13    | 6     | 5     | 62,50          |

 Div. Divisão, Comp Competição J Jogos, V Vitórias, E Empates e D Derrotas

### Goleadores do estádio*
- 12 gols: Fischer
- 7 gols: Adilson
- 4 gols: Alemão
- 2 gols: Cadu, Cleisson, Diógenes
- 1 gol: Alisson Spier, Baggio, Bruno Brum, Cristiano, Diogo, Dudu, Ícaro, Jhonny, Ledesma, Leo Robetti

*Apenas jogadores do Gaúcho.